# Stanisław Tarnowski
Stanisław Tarnowski, (Dzików (danas Tarnobrzeg), Poljska, 7. studenog 1749. - Krakov, 12. prosinca 1917.) poljski pisac, pjesnik, poljski povjesničar književnosti.
Sveučilišni profesor u Krakovu, predsjednik Poljske akademije umjetnosti. Osnovao književno-znanstveni časopis „Przegląd Polski”, u kojem je objavljivao svoje radove iz povijesti književnosti.

## Djela

### Književna djela
- Stanisław Tarnowski, Władysław Ludwik Anczyc  Wędrówka po Galilei  (1873.)
- Stanisław Tarnowski  Marszałek  (1882.),
- Stanisław Tarnowski  Czyściec Słowackiego  (1903.)

### Povijesni i politički tekstovi
- Z doświadczeń i rozmyślań  (2002.)
- Królowa opinia : wybór pism  (2011.)
- O Rusinach i Rusi  (1891.)
- Studya polityczne  (1895., 2 toma)
- Skutki rozstroju, rozruchy  (1898.)
- Stanisław Tarnowski, Stanisław Koźmian, Józef Szujski  Teka Stańczyka  (1870.)
- Studia dyplomatyczne : sprawa polska – sprawa duńska   (1863. – 1865., 2 dijela)
- Nasze dzieje w ostatnich stu latach  (1890), (postumno izdanje:  Nasze dzieje w XIX wieku , 2014.)
- Lud wiejski między ładem a rozkładem   (1896.)

### Povijest književnosti
- O dramatach Schillera   (1896.);
- Ksiądz Walerian Kalinka  (1887.)
- Frycz Modrzewski o poprawie Rzeczypospolitej  (1867.)
- Rozprawa o Juliuszu Słowackim  (1867)
- O Łukaszu Górnickim  (1868.);  „Dworzanin” Górnickiego (1871.)
- O Piotrze Grabowskim  (1869.)
- O korespondencyi Mickiewicza (1870.),  Adam Mickiewicz : „Pan Tadeusz”  (1905.),  Z pogrzebu Mickiewicza na Wawelu 4 lipca 1890. roku  (1890),  Adam Mickiewicz: życie i dzieła : zarys biograficzny  (1898.),  O Mickiewiczu (1898.)
- Romans polski w początkach XIX-ego wieku (1871.)
- Stefana Garczyńskiego „Wacław” i drobne poezje  (1872.)
- O księdzu Kaysiewiczu  (1873.)
- O Krzysztofie Warszewickim  (1874.)
- Komedye Aleksandra hr. Fredry  (1876.)[2]
- Pisarze polityczni XVI wieku  (1886, 2 toma)
- Ksiądz Waleryan Kalinka  (1887.)
- Henryk Rzewuski  (1887.)
- Jan Kochanowski  (1888.)[1]
- Zygmunt Krasiński  (1892.),  Ku czci Zygmunta Krasińskiego 1812-1912 (1912)
- Henryk Sienkiewicz  (1897.)
- Julian Klaczko  (1909.)
- Król Stanisław Leszczyński jako pisarz polityczny   (1870., doktorska disertacija)
- Józef Szujski jako poeta  (1901.),  Szujskiego młodość   (1892.)
- Historia literatury polskiej [1]
- O literaturze polskiej XIX wieku  (1977., postumno izdanje, urednik: Henryk Markiewicz)

### Povijest umjetnosti
- Chopin i Grottger : dwa szkice  (1892.); Chopin : as revealed by extracts from his diary  (1906.),  Kilka słów o Chopinie  (1871.)
- Artur Grottger   (1886.)
- Matejko  (1897.)

### Opisi putovanja i dnevniki
- Z wakacyi , (1894., 2 toma)
- Z pielgrzymki słowiańskiej do Rzymu  (1881.)
- Z Dzikowa do Ziemi Świętej. Podróż do Hiszpanii, Egiptu, Ziemi Świętej, Syrii i Konstantynopola z lat 1857–1858  (2008., postumno izdanje)
- Domowa Kronika Dzikowska  (2010., postumno izdanje).
- Kronika Uniwersytetu Jagiellońskiego od r. 1864 do r 1887 […]  (1887.)